# Maurice-Arthur-Alphonse Wemaere
Maurice-Arthur-Alphonse Wemaere, francoski general, * 1879, † 1956.